# 稲葉一家
稲葉一家（いなばいっか）は、熊本県に本部を置く暴力団で、指定暴力団山口組の二次団体。大分の山口組系暴力団「石井組」の流れを汲む組織で、かつては本部を大分に置いていた。

## 来歴

### 石井組傘下から直系へ
当初は大分・石井一門の直系組織（二次団体）で、山口組系石井組内「稲葉会」として別府市内に拠点を構えていた。その時期に起こった石井組と井田組との「別府抗争」（1957年）の折には初代・稲葉実総長のもと石井組の戦闘部隊を担い、さらに1959年・熊本阿蘇で起こった「八木事件」にも参加、“武闘派”としての組織のその名を全国に知らしめるに至る。田岡三代目時代のうちに山口組の直系組織（二次団体）となった。
| 代 | 組長     | 期間      |
| -- | -------- | --------- |
| 初 | 稲葉実   | 創立—1993 |
| 二 | 島村國光 | 1993—2007 |
| 三 | 田中三次 | 2007—現在 |

### 道仁会との「山道抗争」
1980年代のなかば頃には、傘下組織の「中神会」と道仁会系「古賀一家」との熊本県人吉市での抗争（1986年）がやがて「山道抗争」と呼ばれる大規模な抗争に発展。時の総長・稲葉実、および道仁会会長・古賀磯次、ともに服役で社会不在の状態にあったことが災いし、さらに福岡県内最大の山口組二次団体であった伊豆組が参戦したことで、抗争は激化。多くの死傷者を出した末、最終的には伊豆組組長・伊豆健児が山口組側の代表として道仁会との手打ちに臨んだ結果、1987年、3月をもって抗争はひとたびの終結を見た。

### 熊本移転から21世紀へ
島村國光の二代目継承（1993年）から数年を経て、本拠を島村組の故地にあたる熊本（熊本市）へ移動。2007年に島村が引退し、田中三次率いる三代目体制が発足している。

## 歴代

### 初代：稲葉実
1929年8月15日生。島村國光に組織を譲った1993年2月に引退。

### 二代目：島村國光
1938年12月23日生。初代体制下では舎弟頭として組織運営の中枢を担った。1986年から翌年にかけて起こった道仁会との「山道抗争」にも直に関与。1993年における初代の引退とともに組織を継承。2007年に引退、組織を田中三次に譲った。

### 三代目：田中三次
1954年生。島村國光の組長就任に伴い島村組を継承、さらに稲葉一家の若頭となる。武闘派として知られた島村二代目のもとで若頭として活動したのち、2007年、島村の引退に伴い組織を継承。2008年には山口組総本部の「当番責任者」に、のちには「慶弔委員」に任命されている。